# 盧致德
盧致德（英語：Chih-Teh Loo，1901年6月16日—1979年6月11日），中華民國陸軍中將，廣東省中山縣人，孫中山元配盧慕貞夫人為其姑母，前行政院長孫科之表弟。1946年與朱啟鈐十女朱沅筠結為連理。中華民國中央研究院院士第七屆(生命科學組)院士。紐約大學醫學博士；北平協和醫學院學士。

## 生平
1924年获北平協和醫學院學士，同年留校任教生理及藥理學之研究，並赴美深造。1929年獲紐約大學醫學博士學位。1932年回國任北京協和醫學院教授。
1932年被劉瑞恆軍醫總監選拔為軍醫監理委員會上校專員，8月升中央軍校軍醫處少將處長。1933年兼任國民政府軍事委員會南昌行營軍醫處處長。1934年任駐贛綏靖公署軍醫處處長等職。1936年奉派出國考察並入英國皇家陸軍醫學院進修。1940年軍政部軍醫署署長，仍兼後方勤務部衛生處長。晉升為軍醫中將總監。1947年6月上海成立國防醫學院。由林可勝署長兼院長；盧致德任第二副院長。
1949年3月國防醫學院遷往台灣，任國防醫學院代理院長。1953年5月至1975年10月，任國防醫學院院長，退休後專任榮民總醫院院長。
1979年6月11日病逝於台北榮民總醫院。

## 相關連結
- NDMC軍醫史料
- 承先啟後--盧致德院長 源遠季刊 第十八期 2006/8/25 （页面存档备份，存于）
- (生命科學組) 逝世院士一覽表 中央研究院 （页面存档备份，存于）